# Iogachara
Iogachara (sânscrito: योगाचार; IAST: Yogācāra;  literalmente "prática de ioga"; "aquela cuja prática é ioga"), (em japonês 法相宗, trans. Hossō) também escrito Iogacara ou Yogachara, é uma tradição influente da filosofia e psicologia budista, enfatizando o estudo da cognição, percepção e consciência através das lentes interiores de práticas meditativas e iogues. Também é chamada de Vijñānavāda (विज्ञानवाद, a doutrina/escola da consciência), Vijñaptivāda (a doutrina de ideias ou percepções) ou Vijñaptimātratā-vāda (a doutrina de 'mero vijñapti ), que também é o nome dado à sua principal teoria epistêmica, ou ainda Chitamatra/Citamatra (do sânscrito Cittamātra, mente-apenas). Existem várias interpretações dessa teoria principal, alguns estudiosos a veem como uma espécie de idealismo, enquanto outros argumentam que ela está mais próxima de uma espécie de fenomenologia ou representacionalismo.
Segundo Dan Lusthaus, essa tradição desenvolveu "um sistema terapêutico psicológico elaborado que mapeou os problemas de cognição junto com os antídotos para corrigi-los, e um esforço epistemológico sério que levou a alguns dos trabalhos mais sofisticados sobre percepção e lógica já empenhados por budistas ou indianos". Os irmãos indianos do século IV, Asaṅga e Vasubandhu, são considerados os filósofos e sistematizadores clássicos desta escola, juntamente com seu outro fundador, Maitreya.
Foi associado ao budismo maaiana indiano por volta do século IV, mas também incluiu praticantes não maaiana da escola Dārṣṭāntika. Yogācāra continua a ser influente no budismo tibetano e no budismo do leste asiático. No entanto, a uniformidade de uma única "escola Yogācāra" assumida foi posta em causa.

## Doutrina
A filosofia iogacara tem como objetivo principal auxiliar a prática de ioga e meditação e, portanto, também estabelece uma análise sistemática do caminho espiritual Maaiana (veja cinco caminhos pañcamārga). Yogācārins fizeram uso de ideias de tradições anteriores, como a Prajñāpāramitā e o Abhidharma sarvāstivāda, para desenvolver um novo esquema para a prática espiritual.
Segundo Thomas Kochumuttom, Iogacara "é para ser uma explicação da experiência, e não um sistema de ontologia". Por esse motivo, os iogacarins desenvolveram uma literatura abidarma definida dentro de uma estrutura maaiana. Em sua análise, trabalhos iogacara como o Saṅdhinirmocana Sūtra desenvolveram vários conceitos fundamentais, como vijñapti-mātra, ālaya-vijñāna (consciência-armazém), a transformação/inversão da base ou "conversão do suporte" (āśraya-parāvṛtti), as três naturezas (trisvabhāva) e vacuidade. Eles formam um sistema complexo, e cada um pode ser considerado um ponto de partida para a compreensão do Iogacara.

### A doutrina deVijñapti-mātra
Uma das principais características da filosofia iogacara é o conceito de vijñapti-mātra. De acordo com Lambert Schmithausen, a primeira aparição sobrevivente desse termo está no capítulo 8 do Saṅdhinirmocana Sūtra, que infelizmente só sobreviveu em traduções tibetana e chinesa que diferem em sintaxe e significado. A passagem é descrita como uma resposta do Buda a uma pergunta que indaga "se as imagens ou réplicas (*pratibimba) que são o objeto (*gocara) da concentração meditativa (*samadhi) são diferentes/separadas (*bhinna) da mente contemplativa (*citta) ou não". O Buda diz que eles não são diferentes: "Porque essas imagens são vijñapti-mātra". O texto continua afirmando que o mesmo é verdadeiro a objetos de percepção comum.
Em relação às fontes sânscritas existentes, o termo aparece no primeiro verso do Vimśatikā de Vasubandhu, que é um locus classicus da ideia, e afirma: 
 vijñaptimātram evaitad asad arthāvabhāsanāt yathā taimirikasyāsat keśa candrādi darśanam Este [mundo] é vijñaptimātra, pois se manifesta como um objeto irreal (artha), assim como aqueles com cataratas que veem pelos irreais na lua e coisas assim". 
 De acordo com Mark Siderits, o que Vasubandhu quer dizer aqui é que estamos sempre cientes de imagens ou impressões mentais que se manifestam como objetos externos, mas "na verdade não existe tal coisa de fora da mente".
O termo também aparece na clássica obra iogacara de Asaṅga, o Mahāyānasaṃgraha (sem original sânscrito, trad. do tibetano): 
 Essas representações (vijñapti) são meras representações (vijñapti-mātra), porque não há coisa/objeto [correspondente] (artha)...Assim como em um sonho, aparecem, mesmo sem uma coisa/objeto (artha), apenas na mente, formas/imagens de todos os tipos de coisas/objetos como visíveis, sons, cheiros, gostos, tangíveis, casas, florestas, terra e montanhas, e ainda assim não existem [coisas]/objetos naquele [lugar]. MSg II.6 
 O termo às vezes é usado como sinônimo de citta-mātra (mera citta), que também é usado para a escola que sugere Idealismo. Schmithausen escreve que a primeira aparição desse termo está no Pratyupanna samadhi sutra, que afirma: 
 Este (ou: o que quer que pertença a este) mundo triplo (*traidhātuka) nada mais é do que mente (ou pensamento: *cittamatra). Por quê? Porque de qualquer maneira que eu imagine as coisas, é assim que elas aparecem. 
Asaṅga proclama, segundo a tradução de Étienne Lamotte:
De acordo com a classe, deuses, homens, animais e demônios famintos têm ideias diferentes sobre o mesmo objeto. Então, concluímos que o objeto não existe.

#### Interpretações desta doutrina
Alguns estudiosos modernos acreditam que é um erro confundir os dois termos, no entanto. David Kalupahana argumenta que citta-mātra significa uma reificação metafísica da mente em um absoluto, enquanto vijñapti-mātra se refere a uma certa abordagem epistemológica. Embora as traduções padrão para esses termos sejam frequentemente "somente consciência" e "mente-apenas" (significando uma doutrina idealista), vários estudiosos modernos se opõem a elas, bem como à interpretação idealista. Segundo Bruce Cameron Hall, a interpretação dessa doutrina como uma forma de idealismo subjetivo ou absoluto tem sido "a interpretação 'de fora' mais comum de Vijñānavāda, não apenas pelos escritores modernos, mas por seus antigos oponentes, tanto hindus quanto budistas."
Diferentes traduções alternativas para vijñapti-mātra foram propostas, como somente representação, somente ideação, somente impressões e somente percepção. Alex Wayman observa que a interpretação pessoal do Iogacara dependerá de como o qualificador mātra deve ser entendido nesse contexto, e ele se opõe a interpretações que afirmam que a Iogacara rejeita completamente o mundo externo, preferindo traduções como "correspondente à mente" ou "mente espelhante" para citta-mātra. Para Wayman, o que essa doutrina significa é que "a mente tem apenas um relato ou representação do que o órgão sensorial havia sentido". A interpretação representacionalista é também apoiada por Stefan Anacker e Thomas A. Kochumuttom, tradutores modernos de obras de Vasubandhu. Segundo Thomas Kochumuttom, Iogacara é um pluralismo realista. Não nega a existência de seres individuais e seria contra qualquer ideia de uma mente absoluta ou realidade monística.
Outros estudiosos, como Saam Trivedi, argumentam que Iogacara é semelhante ao idealismo (mais próximo de um idealismo epistêmico kantiano), embora observem que possua sua forma única e que pode ser confuso categorizá-la como tal. Paul Williams, citando Griffiths, escreve que poderia ser chamado de "idealismo dinâmico". Sean Butler defende a natureza idealista de Iogacara, observando que existem inúmeras semelhanças entre o Iogacara e os sistemas de Kant e Berkeley. Jay Garfield também argumenta que Iogacara é "semelhante aos idealismos defendidos por filósofos ocidentais como Berkeley, Kant e Schopenhauer".

No entanto, de acordo com Dan Lusthaus, a teoria da vijñapti-mātra é, de certa forma, mais próxima das teorias fenomenológicas ocidentais e do idealismo epistemológico ou idealismo transcendental, mas não é um idealismo ontológico porque o Iogacara rejeitaria a construção de teorias metafísicas ou ontológicas. Além disso, o idealismo ocidental carece de contrapartida ao karma, samsara ou despertar, que são centrais para o Iogacara. Em relação a vijñapti-mātra, Lusthaus a traduz como "nada além de construção consciente" e afirma que é: 
 Um truque enganoso está embutido no modo como a consciência opera a cada momento. A consciência projeta e constrói um objeto cognitivo de tal maneira que repudia sua própria criação - fingindo que o objeto está "lá fora" - a fim de tornar esse objeto capaz de ser apropriado. Mesmo enquanto aquilo que conhecemos esteja ocorrendo dentro do nosso ato de cognição, nós o reconhecemos como se fosse externo à nossa consciência. A realização de vijñapti-mātra expõe esse truque intrínseco ao funcionamento da consciência, eliminando-o. Quando esse engano é removido, o modo de cognição de alguém não é mais denominado vijñāna (consciência); tornou-se cognição direta (jñāna) (veja acima). A consciência se engaja nesse jogo enganador de projeção, dissociação e apropriação porque não existe um "si mesmo". Segundo o budismo, a visão errônea mais profunda e perniciosa mantida pelos seres sencientes é a visão de que existe um si (self) permanente, eterno, imutável e independente. Não existe esse si, e no fundo sabemos disso. Isso nos deixa ansiosos, pois implica que nenhum si mesmo ou identidade perdura para sempre. Para amenizar essa ansiedade, tentamos construir um eu, preencher o vazio ansioso, fazer algo duradouro. A projeção de objetos cognitivos para apropriação é a principal ferramenta da consciência para essa construção. Se eu possuo coisas (ideias, teorias, identidades, objetos materiais), então "eu sou". Se existem objetos eternos que posso possuir, também devo ser eterno. Para minar essa apreensão apropriativa desesperada e errônea, os textos iogacharas dizem: Negue o objeto, e o si mesmo também é negado (por exemplo, Madhyānta-vibhāga, 1:4, 8). 
 Portanto, quando no Iogacara se discutem objetos cognitivos (viṣaya), eles estão analisando a cognição, não postulando ou negando entidades metafísicas. Enquanto o Iogacara postula que objetos cognitivos são reais, ele nega "arthas" (objetos de intencionalidade ou "um telos em direção ao qual um ato de consciência intenciona") que estejam "fora do ato cognitivo em que é aquilo que é intencionado". Então, de acordo com Lusthaus, "os iogues não afirmam que nada existe fora da mente" e "a consciência não possui status transcendente, nem serve como fundamento metafísico. A consciência é real em virtude de sua facticidade -- o fato de que seres sencientes experimentam cognições - e não por causa de uma primazia ontológica." Dessa maneira, em vez de oferecer uma teoria ontológica, o Iogacara se concentra em entender e eliminar as tendências subjacentes (anuśaya) que levam ao apego a construções ontológicas, que seriam apenas projeções cognitivas (pratibimba, parikalpita).
Jonathan Gold escreve que o pensador iogacara Vasubandhu pode ser considerado um idealista (semelhante a Kant), no sentido de que, para ele, tudo na experiência, bem como seu suporte causal, é mental e, portanto, ele dá prioridade causal ao mental. Ao mesmo tempo, porém, isso é apenas no domínio convencional, já que "mente" é apenas outro conceito e a verdadeira realidade para Vasubandhu é inefável, "uma inconcebível 'talidade' (tathatā)". De fato, o Vimśatikā afirma que a própria ideia de vijñapti-mātra também deve ser entendida como sendo uma construção não-self (sem si próprio) e, portanto, vijñapti-mātra não é a verdade suprema (paramārtha-satya) em Iogacara. Assim, de acordo com Gold, embora o vijñapti-mātra de Vasubandhu possa ser considerado um "idealismo convencionalista", ele deve ser visto como único e diferente das formas ocidentais, especialmente o idealismo absoluto hegeliano.
O terreno sobre o qual repousa a doutrina da escola de "Mente-Apenas" foi preparado por escolas Hinaiana mais antigas, como a escola Sautrāntika. Esta última explica que não pode haver ligação direta entre o objeto percebido e o espírito que o percebe. Philippe Cornu explica a posição sautrantica da seguinte maneira: 
Em verdade relativa, diz-se que o contato entre o objeto e a consciência é indireto, ou seja, que a consciência, como um espelho, percebe uma imagem mental do objeto e não o próprio objeto. A consciência e seus objetos de apreensão são por efeito diferentes na natureza, pelo fato dessa diferença na natureza. A natureza do objeto permanece oculta da consciência, que pode ser apenas uma representação ilusória do objeto e, portanto, do mundo.
Apesar do fato de não haver acesso ao objeto em si de nossas percepções e sempre reconstruirmos uma representação de fenômenos ter sido comparado com muita frequência ao que é dito na filosofia de Kant e no neokantismo, Stéphane Arguillère aponta que essa comparação é de curta duração porque, além disso, não há nada em comum entre o pensamento de Kant e a escola Sautrāntika.

No entanto, essa ideia já põe a questão da natureza do objeto externo, que supostamente é a causa de nossas percepções, uma vez que nunca realmente temos acesso a ele. O "outro" da consciência que seria a causa de nossas percepções é o que é comumente chamado de matéria. A escola Cittamātra leva a análise da escola Sautrāntika mais longe. Como a mente nunca tem acesso direto a essa matéria, ela realmente existe? Possui ela mesma um sentido coerente? Como diz Stéphane Arguillère:
A doutrina idealista Cittamātra [...] mostra a ilogicidade de qualquer concepção de matéria em geral.
Esse é o propósito dos Vimśatika (a Vintena/os vinte versículos do pensamento único) de Vasubandhu. A crítica ao conceito de matéria não é estranha à filosofia ocidental porque, disse Arguillère:
Esta revisão lembra curiosamente algumas páginas de Berkeley ou Hume, ou da segunda Antinomia da Crítica da Razão Pura, de Kant.
Segundo Arguillère, outro ângulo de ataque da doutrina de "mente-apenas" contra a existência da matéria é uma tal relação entre consciência e matéria, propostas como naturezas radicalmente diferentes:
Não é exagero dizer que todo idealismo [incluindo escola Cittamātra] nasce da dúvida, de profunda perplexidade que não pode deixar de agarrar aquele que se pergunta com rigor como as percepções, modos de consciência, podem ser produzidos por causas externas à consciência e pertencer, por hipótese, a outro tipo de ser (matéria inerte).
Escolas Hinayana, como Sautrāntika e Vaibhashika, postularam a existência de átomos (diríamos partículas elementares hoje) para explicar em que a matéria se baseava. Stéphane Arguillère resume a demonstração de Vasubandhu:
Ela mostra a impossibilidade de uma matéria composta seja de partes simples extensas, seja de partes simples inextensas [as partes simples são os átomos]. No primeiro caso, essas partes ditas simples seriam, de fato, constituídas de várias partes que podem ser distinguidas em sua extensão (e de duas coisas uma: ou o argumento pode ser repetido infinitamente, pela recorrência; ou então terminamos com partes simples sem fundamento, o que nos leva ao seguinte argumento); no segundo, as partes simples sendo não extensas, sua adição em um número tão grande quanto se desejaria não pode produzir a menor extensão [...] E não se pode escapar dessa dificuldade pondo-se uma matéria contínua não feita de partes atômicas: como isso nos tiraria da aporia? Que diferença entre um continuum e uma soma infinita de partes, seja extensas ou inextensas.
Matthieu Ricard apresentou os argumentos de Vasubandhu em um contexto muito mais moderno, no contexto de suas discussões com o físico Trinh Xuan Thuan. Matthieu critica a noção de partículas elementares (isso se aplica aos átomos, mas também aos quarks, por exemplo, como ele diz explicitamente):
Vamos supor que partículas elementares servem à construção da matéria. Para fazer isso, as partículas devem se associar. Duas partículas supostamente indivisíveis podem entrar em contato? Imaginemos que duas partículas indivisíveis entrem em contato. Todas as partes entram em contato simultaneamente ou gradualmente? Neste último caso, o lado oeste de uma partícula, por exemplo, tocará primeiro o lado leste de outra. Mas se as partículas tiverem um lado oeste e um lado leste, elas terão partes e não podemos mais falar de indivisibilidade. Se respondermos que elas não têm dimensão, nesse caso, a única maneira dessas partículas de entrarem em contato é se fundir. Se duas partículas se fundem, por que não três? Uma montanha e todo o universo inteiro poderiam se fundir com uma única partícula. A realidade grosseira não poderia então se agregar nem se desdobrar. Esse raciocínio absurdo levou os budistas a dizer que partículas pontuais e indivisíveis não podem construir o universo.

#### Argumentos em defesa desta doutrina
Os filósofos iogacara estavam cientes das objeções que poderiam ser trazidas contra sua doutrina. O Vimśatikā de Vasubandhu menciona três e as refuta:
1. O problema da determinação espaço-temporal ou da não arbitrariedade em relação ao local e ao tempo. Deve haver alguma base externa para nossas experiências, pois as experiências de qualquer objeto em particular não ocorrem em todos os lugares e a todo momento. Vasubandhu explica isso usando o argumento do sonho, que mostra como um mundo criado pela mente ainda parece ter localização espaço-temporal.
2. O problema de múltiplas mentes experimentando o mesmo objeto ou acordo intersubjetivo. Vasubandhu rebate que alucinações em massa (como as que dizem ocorrer a fantasmas famintos) causadas pelo fato de compartilharem carma semelhante, mostram que é possível um acordo intersubjetivo sem a postulação de objetos externos reais.
3. Alucinações não têm resultados pragmáticos, eficácia ou funções causais e, portanto, podem ser consideradas irreais, mas as entidades que geralmente aceitamos como "reais" têm resultados causais reais que não podem ser da mesma classe que as alucinações. Contra essa afirmação, Vasubandhu argumenta que a vida desperta é igual a um sonho, onde objetos têm resultados pragmáticos dentro das próprias regras do sonho. Ele também usa o exemplo de um sonho úmido para mostrar que o conteúdo mental pode ter eficácia causal fora de um sonho.

Segundo Mark Siderits, depois de se desfazer dessas objeções, Vasubandhu acredita que demonstrou que o vijñapti-mātra é tão bom em explicar e prever os fenômenos relevantes da experiência quanto qualquer teoria do realismo que postula objetos externos. Portanto, ele aplica o princípio filosófico indiano denominado "Princípio da Leveza" (que é semelhante ao Navalha de Occam) para descartar o realismo, já que vijñapti-mātra é a teoria mais simples e mais "leve", "isto é, a teoria que postula o menor número de entidades não observáveis".
Outra objeção que Vasubandhu responde é a de como uma pessoa pode influenciar as experiências de outra, se tudo surge de sementes cármicas mentais no fluxo da mente. Vasubandhu argumenta que "as impressões também podem ser causadas em um fluxo mental pela ocorrência de uma impressão distinta em outro fluxo mental adequadamente vinculado". Como observa Siderits, esse relato pode explicar como é possível influenciar ou até mesmo perturbar totalmente (assassinar) outra mente, mesmo que não exista meio físico ou objeto, uma vez que uma intenção suficientemente forte em um fluxo mental pode ter efeitos sobre outra corrente mental. A partir da posição vijñapti-mātra, é mais fácil postular uma causação mente a mente do que ter que explicar a causação mente ao corpo, o que o realista deve fazer. No entanto, Siderits então questiona se a posição de Vasubandhu é realmente "mais leve", pois ela deve fazer uso de múltiplas interações entre mentes diferentes para levar em conta um artefato criado intencionalmente, como um pote. Como podemos estar cientes de um pote, mesmo quando não estamos "ligados" às intenções do oleiro (mesmo depois que o oleiro está morto), uma série mais complexa de interações mentais deve ser posta.

Ao refutar a possibilidade de objetos externos, o Vimśatikā de Vasubandhu também ataca as teorias indianas de atomismo e particulares de propriedades como incoerentes em termos mereológicos. Vasubandhu também explica por que é soteriologicamente importante se livrar da ideia de objetos externos realmente existentes. Segundo Siderits, tal é porque: 
 Quando imaginamos erroneamente que existem objetos externos, somos levados a pensar em termos da dualidade de 'apegado e apegador', do que está 'lá fora' e o que está 'aqui' - em suma, do mundo externo e do eu. Chegar a ver que não há mundo externo é um meio, Vasubandhu pensa, de superar uma maneira muito sutil de acreditar em um 'si mesmo' ... uma vez que vimos por que os objetos físicos não existem, perderemos toda a tentação de pensar que há um verdadeiro 'si' interior. Na verdade, existem apenas impressões, mas sobrepomos a essas falsas construções de objeto e sujeito. Ver isso nos libertará da falsa concepção de um "si". 
 Siderits observa como Kant tinha uma noção semelhante, ou seja, sem a ideia de um mundo objetivo e independente da mente, não se pode chegar ao conceito de um "eu" subjetivo. Mas Kant chegou a conclusão oposta a Vasubandhu, pois sustentava que devemos acreditar em um sujeito duradouro e, portanto, também acreditar em objetos externos.

### Carma
Uma explicação da doutrina budista do carma (ação) é central para o Iogachara, e a escola procurou explicar questões importantes, por exemplo, como as ações morais podem ter efeitos sobre os indivíduos muito depois que a ação foi realizada, ou seja, como a causalidade cármica funciona através de distâncias temporais. Escolas budistas de Abidarma anteriores, como a Sautrantika, haviam desenvolvido teorias de karma baseadas na noção de "sementes" (bījā) no fluxo mental, que são hábitos cármicos invisíveis (bons e maus) que permanecem até que encontrem as condições necessárias para se manifestar. O Iogachara adotou e expandiu essa teoria. O Iogachara postulou então a "consciência armazém" (sânscrito: ālayavijñāna), também conhecida como a oitava consciência ou "consciência-base", como o recipiente das sementes. Ela atua simultaneamente como um local de armazenamento para tendências cármicas e como uma matriz fértil de predisposições que levam o carma a um estado de fruição. No sistema iogachara, diz-se que toda experiência, sem exceção, resulta de carma ou intenção mental (cetana), resultante das próprias sementes subliminares ou de outras mentes.

A noção de Ālayavijñāna e a divisão em oito consciências aparecem no Samadhiraja Sutra (Sūtra do Rei do Samadhi) e no Lankāvatāra Sūtra. O Samadhiraja Sutra diz: 
As vāsanā nutrem constantemente a raiz bem ligada ao suporte, a consciência vagueia no domínio objetivo como o ferro atraído pelo ímã (v. 14)
E:
À medida que crescem as impregnações variadas, a consciência evolui em ondas: sejam elas removidas, e o fluxo das ondas para
Essa divisão em oito consciências tem sua origem no Laṅkāvatāra Sūtra, que diz:
Assim como as ondas em sua variedade são o oceano agitado, também é a variedade do que é chamado de consciência produzida no Ālaya. A mente pensante, o mental e as consciências são distintas em seus aspectos, mas, em essência, as oito não devem ser separadas umas das outras, pois não há qualificado nem qualificante.
Como o Laṅkāvatāra sūtra diz, as oito consciências não estão separadas, é precisamente a ilusão que dá uma profundidade falsa à consciência e que nos dá a impressão de que os objetos estão separados de nós. Philippe Cornu explica:
Enquanto houver impressões, o Ālayavijñāna continua a existir. Nem virtuosa nem não virtuosa em si mesma, é a continuidade consciente que conecta todos os estados da consciência: sono profundo, desvanecimentos, consciência desperta, absorção meditativa. Na morte, todas as outras consciências são absorvidas, mas, como é o suporte das impressões cármicas, é ela que constitui a consciência que transmigra de vida em vida.
O Laṅkāvatāra Sūtra declara:
A consciência não é separada das impregnações, nem está associada a elas. Embora coberta por impregnações, é indiferenciada pela natureza [...] As impregnações da consciência mental são como tarefas, e a única consciência é semelhante a uma veste branca e pura que não brilha devido a [essas] impregnações.
O Laṅkāvatāra Sūtra também diz isso que resume bem o pensamento de continuidade em meio à originação no Mente-Apenas: "A consciência é o espectador, o teatro e o dançarino ao mesmo tempo".
Para a Yogachara , o mundo aparentemente externo ou dualista é meramente um "subproduto" (adhipati-phala) do karma. O termo vāsanā ("perfumar") também é usado para explicar o carma, e os iogacharins se dividiram sobre a questão se vāsāna e bija eram essencialmente a mesma coisa, se as sementes eram o efeito da perfumação ou se a perfumação simplesmente afetava as sementes. O tipo, quantidade, qualidade e força das sementes determinam onde e como um ser senciente renascerá: raça, gênero, status social, tendências, aparência corporal e assim por diante. O condicionamento da mente resultante do karma é chamado saṃskāra.
Pode-se dizer que a Ālayavijñāna como depósito de traços kármicos substitui o "eu" encontrado em outras religiões (Atman na filosofia indiana), mas em conformidade com os ensinamentos do Buda. Não é concebida como uma entidade substancial que duraria, mas como um processo, um fluxo de consciência que transmigra de vida em vida. Isto é o que Guy Bugault explica: 
"A noção de Ālayavijñāna apresentou, aos olhos de seus promotores, as mesmas vantagens que as noções hindus de Atman ou de corpo sutil, sem haver os inconvenientes. [...] Por bem se destacar, de fato, do Atman hindu entendido como uma realidade substancial, Asanga [...] compara a Ālayavijñāna a um rio que flui durante esta vida e também de uma vida para a outra. Este Ālayavijñāna é, portanto, um fluxo, não uma substância, quase-continuidade, mas impermanência [...] Certamente, o medo obsessivo dos budistas é de que, ao se conceber o Atman, o Si, venhamos a fortalecê-lo ao mesmo tempo o Jivatman, o eu empírico e corporificado, e, portanto, acionar o processo de individuação e virar as costas à libertação".
O Tratado sobre Ação (Karmasiddhiprakaraṇa), de Vasubandhu, trata o assunto do karma em detalhes da perspectiva Yogachara .

### Análise da Consciência
A Yogachara dá uma explicação detalhada do funcionamento da mente e da maneira como ela constrói a realidade que experimentamos. Segundo Lusthaus, "a inovação mais famosa da escola Iogacara foi a doutrina de oito consciências". Esses "oito corpos de consciência" (aṣṭa vijñānakāyāḥ) são: as cinco consciências dos sentidos, citta (mentalidade), manas (autoconsciência), e a consciência do armazém ou substrato (sct: ālayavijñāna). As descrições budistas tradicionais da consciência ensinaram apenas as seis primeiras vijñānas, cada uma correspondendo a uma base sensorial (ayatana) e tendo seus próprios objetos sensoriais. A doutrina budista padrão sustentava que esses dezoito "dhatus" ou componentes da experiência "esgotam toda a extensão de tudo no universo, ou mais precisamente, o sensório". Essas seis consciências também não são entidades substanciais, mas uma série de eventos, surgindo e desaparecendo, remontando ao tempo sem começo (anadi).
O Abidarma budista expandiu e desenvolveu esse modelo básico e a Iogacara respondeu reorganizando-os em seu próprio esquema, que possuía três novas formas de consciência. A sexta consciência, mano-vijñāna, era vista como a vasculhadora do conteúdo dos cinco sentidos, bem como do conteúdo mental, como pensamentos e ideias. A sétima consciência se desenvolveu a partir do conceito budista inicial de manas, e foi vista como a mentação contaminada (kliṣṭa-manas), que é obcecada por noções de "eu". Segundo Paul Williams, essa consciência "toma a consciência do substrato como seu objeto e considera erroneamente que a consciência do substrato é um verdadeiro Eu".
A oitava consciência, ālaya-vijñāna (consciência armazém ou repositório), foi definida como o depósito de todas as sementes cármicas, onde elas gradualmente amadurecem até frutificarem, momento em que se manifestaram como consequências cármicas. Por isso, também é chamada de "mente que possui todas as sementes" (sarvabījakam cittam), bem como "consciência básica" (mūla-vijñāna) e "consciência apropriadora" (adanavijñana). De acordo com o Saṅdhinirmocana Sūtra, esse tipo de consciência subjaz e suporta os seis tipos de senciência manifesta, todos os quais ocorrem simultaneamente com a ālaya. William S. Waldron vê essa "simultaneidade de todos os modos de consciência cognitiva" como a partida mais significativa da teoria Iogacara dos modelos budistas tradicionais de vijñāna, que eram "pensados que ocorriam apenas em conjunto com suas respectivas bases sensoriais e objetos epistêmicos".
A ālaya-vijñāna é também o que experimenta o renascimento em vidas futuras e o que desce no útero para se apropriar do material fetal. Portanto, o apego da ālaya-vijñāna às faculdades sensoriais do corpo e às "imaginações profusas" (prapañca) são as duas apropriações que compõem o "acendimento" ou o "combustível" (lit. upādāna) de que depende a existência samsárica. O pensamento de Iogacara sustenta, portanto, que o desconhecimento dos processos em andamento na ālaya-vijñāna é um elemento importante da ignorância (avidya). A ālaya também é individual, de modo que cada pessoa tem sua própria ālaya-vijñāna, que é um processo em constante mudança e, portanto, não é um eu permanente. Segundo Williams, essa consciência "vista como uma forma contaminada de consciência (ou talvez sub ou inconsciência), é pessoal, individual, mudando continuamente e ainda servindo para dar um certo grau de identidade pessoal e explicar por que certos resultados cármicos pertencem a esse indivíduo em particular. As sementes são momentâneas, mas dão origem a uma série perfumada que acaba culminando no resultado, incluindo, a partir de sementes de um tipo específico, todo o mundo fenomenal 'inter-subjetivo'." Além disso, Asanga e Vasubandhu escrevem que o ālaya-vijñāna 'cessa' no despertar, transformando-se em pura consciência.
Segundo Waldron, embora existissem vários conceitos semelhantes em outras escolas budistas de Abidarma que procuravam explicar a continuidade cármica, o ālaya-vijñāna é o mais abrangente e sistemático. Waldron observa que o conceito ālaya-vijñāna foi provavelmente influenciado por estas teorias, particularmente a teoria das sementes sautrantica e a teoria de uma forma sutil da mente (suksma-citta) de Vasumitra.
No entanto, para Kalupahana, essa classificação de ālayavijñāna e manas como oitava e sétima categoria de consciência se baseia em um mal-entendido do Triṃśikaikā-kārikā de Vasubandhu por parte de adeptos posteriores. Em vez de se referir a consciências separadas, Kalupahana interpreta esses termos como se referindo a uma função ou transformação da consciência. Essas transformações são um triplo, de acordo com Kalupahana. A primeira é a ālaya e suas sementes, que são o fluxo ou o corrente da consciência, sem nenhuma das projeções usuais sobre ela. A segunda transformação é manana, autoconsciência ou "auto-visão, auto-confusão, auto-estima e auto-amor". É "pensar" sobre as várias percepções que ocorrem no fluxo da consciência". A ālaya é contaminada por esse interesse próprio. A terceira transformação é visaya-vijñapti, o "conceito do objeto". Nesta transformação, o conceito de objetos é criado. Ao criar esses conceitos, os seres humanos tornam-se "suscetíveis de se apegarem ao 'objeto' como se fosse um objeto real (sad artha), mesmo que seja apenas uma concepção (vijñapti).

Uma perspectiva semelhante que enfatiza a continuidade de Iogacara com o budismo primitivo é dada por Walpola Rahula. Segundo Rahula, todos os elementos dessa teoria da consciência, com suas três camadas de Vijñāna, já são encontrados no Cânon Pāli:
Assim, podemos ver que Vijñāna representa a simples reação ou resposta dos órgãos dos sentidos quando eles entram em contato com objetos externos. Este é o aspecto ou camada superior ou superficial do Vijñāna-skandha. Manas representa o aspecto de seu funcionamento mental, pensamento, raciocínio, concepção de ideias etc. Citta, que é aqui chamada Ālayavijñāna, representa o aspecto ou a camada mais profunda, mais fina e sutil do agregado de consciência. Ela contém todos os traços ou impressões das ações passadas e todas as boas e más possibilidades futuras.

### As Três Naturezas e vazio
Obras iogacharas frequentemente definem três modos básicos ou "naturezas" (svabhāva) da experiência. Jonathan Gold explica que "as três naturezas são todas uma realidade vista de três ângulos distintos. Elas são a aparência, o processo e a vacuidade daquela mesma entidade aparente." De acordo com Paul Williams, "todas as coisas que podem ser conhecidas podem ser subsumidas sob essas Três Naturezas." Já que esse esquema é a explicação sistemática do Iogacara sobre a doutrina budista da vacuidade (śūnyatā), cada uma das três naturezas são também explicadas como tendo uma falta de natureza própria (niḥsvabhāvatā)." O Trisvabhāva-nirdeśa de Vasubandhu dá uma breve definição dessas três naturezas: 
 "O que aparece é o dependente. Como ele aparece é o fabricado. Por ser dependente das condições. Por ser apenas fabricação. A eterna inexistência da aparência tal como ela é aparece: Essa é conhecida por ser a natureza aperfeiçoada, por ser sempre a mesma. O que aparece lá? A fabricação irreal. Como aparece? Como um si duplo. Qual é a sua inexistência? Aquilo pelo qual a realidade não dual existe." 
 Em detalhes, três naturezas (trisvabhāva) são:
1. Parikalpita-svabhāva (a natureza "plenamente conceitualizada"). Essa é a natureza "imaginária" ou "construída", na qual as coisas são incorretamente compreendidas com base na construção conceitual, através da atividade da linguagem e do apego e discriminação errônea que atribui a existência intrínseca às coisas. De acordo com o Mahāyānasaṃgraha, também se refere à aparência das coisas em termos do dualismo sujeito-objeto (literalmente "agarrador" e "agarrado"). A natureza conceitualizada é o mundo das pessoas não iluminadas de todos os dias, ou seja, samsara, e é falso e vazio, não existe realmente (ver Triṃśikā v. 20). Segundo o Cheng Weishi Lun de Xuanzang, "há a ausência de uma natureza existencial por sua própria característica definidora" (lakṣana-niḥsvabhāvatā). Como essas naturezas conceitualizadas e características distintas (lakṣana) são erroneamente imputadas não verdadeiramente reais, "são como miragens e flores no céu".
2. Paratantra-svabhāva (literalmente, "dependente de outro"), que é a natureza originada dependentemente dos dharmas, ou o fluxo causal de fenômenos que é erroneamente confundido com a natureza conceitualizada. Segundo Williams, é "a base para a partição errônea em sujeitos e objetos supostamente intrinsecamente existentes que marcam a natureza conceitualizada". Jonathan Gold escreve que é "o processo causal da fabricação da coisa, a história causal que traz a natureza aparente da coisa". Essa base é considerada uma base ultimamente existente (paramārtha) no Iogacara clássico (ver Mahāyānasaṃgraha, 2:25).[71] No entanto, como observa Xuanzang, essa natureza também é vazia, na medida em que há uma "ausência de uma natureza existencial nas condições que surgem e perecem" (utpatti-niḥsvabhāvatā). Ou seja, os eventos nesse fluxo causal, embora "pareçam ter existência real própria" são na verdade como ilusões mágicas, já que "é dito que eles são apenas hipotéticos e não existem por si mesmos". Como Siderits escreve "na medida em que estamos de algum modo pensando nisso - mesmo que seja apenas como o fluxo não-dual de impressões - ainda o estamos conceituando".
3. Pariniṣpanna-svabhāva (literalmente, "plenamente realizado"): a "natureza consumada" ou a verdadeira natureza das coisas, a experiência da Imutabilidade ou Talidade (Tathātā) descoberta na meditação não afetada pela conceitualização ou linguagem. É definida como "a ausência completa, na natureza dependente, de objetos – isto é, os objetos da natureza conceitualizada" (ver Mahāyānasaṃgraha, 2: 4).[71] O que isso se refere é à experiência não-dual vazia, que, através da práxica iogue, foi despojada da dualidade da natureza construída. Segundo Williams, isso é "o que deve ser conhecido para a iluminação" e Siderits define como "apenas  visão pura, sem qualquer tentativa de conceituação ou interpretação. Agora, isso também é vazio, mas apenas de si mesmo como uma interpretação. Ou seja, este modo de cognição é desprovido de todos os conceitos e, portanto, é vazio de ser da natureza dos aperfeiçoados. Sobre ele nada pode ser dito ou pensado, é apenas puro imediatismo". Segundo Xuanzang, ela tem a "ausência de qualquer natureza existencial de significado último" (paramārtha-niḥsvabhāvatā), uma vez que é "completamente livre de qualquer apego a especulações inteiramente imaginadas sobre sua identidade ou propósito. Por isso, é convencionalmente dito que não existe. No entanto, também não é inteiramente sem uma existência real".

O significado central de vacuidade no Yogachara é uma dupla "ausência de dualidade." O primeiro elemento disso é a irrealidade de qualquer dualidade conceitual tal como "físico" e "não-físico", "si próprio" e "outro". Definir algo conceitualmente é dividir o mundo em o que é e o que não é, mas o mundo é um fluxo causal que não concorda com construtos conceituais. O segundo elemento dela é uma dualidade perceptual entre o sensório e seus objetos, entre o que é "externo" e "interno", entre sujeito (grāhaka, literalmente "agarrador") e objeto (grāhya, "agarrado"). Isto também é uma sobreposição irreal, já que não há realmente uma tal separação de interno e externo, mas uma corrente causal interconectada de mentalidade que é falsamente dividida.
Uma diferença importante entre a concepção iogacara de vacuidade e a concepção madhyamaka é que, no Iogacara clássico, o vazio existe e a consciência também, enquanto a Madhyamaka se recusa a endossar tais declarações existenciais. O Madhyāntavibhāga, por exemplo, afirma que "existe a imaginação do irreal (abhūta-parikalpa), não há dualidade, mas há vacuidade, mesmo em tal existe aquela", o que indica que, embora a imaginação dualista seja irreal e vazia, existe. Contra Madhyamaka, que foi criticada por Vasubandhu e Asaṅga por ser niilista (ver Vimśatikā v. 10), a posição iogacara é de que há algo que existe (o paratantra-svabhāva que é mero vijñapti) e que está vazio. O Bodhisattvabhūmi também argumenta que é lógico falar de vazio se houver algo (isto é, dharmatā) que está vazio. Assim, Asaṅga fala do vazio como "a não existência do si mesmo e a existência do não-eu".
A escola Iogacara também deu um significado especial ao Discurso Menor sobre a Vacuidade dos Āgamas. É frequentemente citado em textos posteriores do Iogacara como uma verdadeira definição de vacuidade.

### Meditação e despertar
Como o nome da escola sugere, a prática da meditação é central na tradição iogacara. Os manuais de prática prescrevem a prática da atenção plena do corpo, sentimentos, pensamentos e darmas em si e nos outros, dos quais se diz que surge uma compreensão revolucionária e radicalmente transformadora da não dualidade do eu e do outro. Esse processo é chamado de āśraya-parāvṛtti, "inverter a base cognitiva", ou "revolução da base", que se refere a "inverter as projeções e imaginações conceituais que atuam como base de nossas ações cognitivas". Esse evento é visto como a transformação do modo básico de cognição em jñāna (conhecimento, conhecimento direto), que é visto como um conhecimento não dual que não é conceitual (nirvikalpa), ou seja, "desprovido de sobreposição interpretativa". Quando isso ocorre, as oito consciências terminam e são substituídas por conhecimentos diretos. De acordo com Lusthaus: 
 Inverter a Base transforma as cinco consciências sensoriais em cognições imediatas que realizam o que precisa ser feito (kṛtyānuṣṭhāna-jñāna). A sexta consciência se torna um domínio cognitivo imediato (pratyavekṣaṇa-jñāna), no qual as características gerais e particulares das coisas são discernidas exatamente como são. Esse discernimento é considerado não conceitual (nirvikalpa-jñāna). Manas se torna a cognição imediata da igualdade (samatā-jñāna), igualando o si mesmo e o outro. Quando a Consciência Armazém finalmente cessa, ela é substituída pela Cognição do Grande Espelho (Mahādarśa-jñāna), que vê e reflete as coisas exatamente como são, imparcialmente, sem exclusão, preconceito, antecipação, apego ou distorção. A relação de apreensor-apreendido cessou. ... as cognições "purificadas" todas envolvem o mundo de maneiras imediatas e eficazes, removendo o viés de si mesmo, preconceito e as obstruções que haviam impedido alguém de perceber anteriormente além da própria consciência narcísica. Quando a consciência cessa, o verdadeiro conhecimento começa. Como a cognição iluminada não é conceitual, seus objetos não podem ser descritos. 
Segundo Joaquim Monteiro, propõe-se no Iogacara um direcionamento do padrão sensório pela transformação do funcionamento incorreto da mente em um correto, através dos caminhos da visão e do cultivo. Pela mudança de direção, kleshas e sementes "estragadas" são substituídas por boas sementes através da sétima consciência, as quais se depositam na oitava consciência e passam a condicionar as seis primeiras:
"Como as seis consciências são completamente passivas tanto em relação ao bem quanto ao mal, elas são neutras e um sentido completamente oposto ao da sétima e da oitava consciências. Ou seja: quando influenciadas pelas sementes mundanas e pela falsa discriminação, elas tendem para o mal, quando influenciadas pelas "sementes supramundanas" e pela correta discriminação elas tendem para o bem".

### Cinco categorias de seres
Um dos ensinamentos mais controversos adotados pela escola Iogacara foi uma extensão dos ensinamentos sobre sementes e consciência-reservatório. Com base no Saṃdhinirmocana Sūtra e no Laṅkāvatāra Sūtra, a escola Iogacara postulou que os seres sencientes tinham sementes inatas que os tornariam capazes de alcançar um estado particular de iluminação e nenhum outro. Assim, os seres foram categorizados de 5 maneiras:
1. Seres cujas sementes inatas lhes deram a capacidade de alcançar o pleno estado de Buda (i.e. Caminho do Bodhisattva).
2. Seres cujas sementes inatas lhes deram a capacidade de alcançar o estado de pratyekabuddha (Buda particular).
3. Seres cujas sementes inatas lhes deram a capacidade de alcançar o estado de um arhat.
4. Seres cujas sementes inatas tinham uma natureza indeterminada e poderiam ser potencialmente qualquer uma das anteriores.
5. Seres cujas sementes inatas seriam incapazes de alcançar a iluminação algum dia porque careciam de sementes saudáveis.

A quinta classe de seres, os Icchantika, foi descrita em vários sutras maaianas como incapaz de alcançar a Iluminação, a menos, em alguns casos, através da ajuda de um Buda ou Bodhisattva. No entanto, a noção foi altamente criticada pelos adeptos do Sutra do Lótus (por exemplo, a escola Tiantai) e por seu ensino do estado de Budeidade universal. Essa tensão aparece na história budista do leste asiático.

### Alikākāravāda e Satyākāravāda
Um debate importante sobre a realidade das aparências mentais dentro de Yogācāra levou à sua subdivisão posterior em dois sistemas de Alikākāravāda (Tib. Rnam rdzun pa, Falsos Aspectarianos) e Satyākāravāda (rnam bden pa, Verdadeiros Aspectarianos) ou "Aspectarianos" (ākāra) e "Não Aspectaristas" (anākāra). A questão central é se as aparências ou “aspectos” (rnam pa, ākāra) de objetos na mente são tratados como verdadeiros (bden pa, satya ) ou falsos (rdzun pa, alika). Embora essa divisão não existisse nos trabalhos dos primeiros filósofos iogacara, tendências semelhantes a essas visões podem ser discernidas nos trabalhos de pensadores iogacara como Dharmapala (c. 530-561?) e Sthiramati (c. 510-570?). Segundo Yaroslav Komarovski, a distinção é: 
 Embora iogacaras em geral não aceitem a existência de um mundo material externo, de acordo com Satyākāravāda, suas aparências ou "aspectos" (rnam pa, ākāra) refletidos na consciência têm uma existência real, porque são de uma natureza com a consciência realmente existente, sua criadora. De acordo com Alikākāravāda, nem fenômenos externos, nem suas aparências e/nas mentes que os refletem realmente existem. O que existe na realidade é apenas a mente primordial (ye shes, jñāna), descrita como autocognição (rang rig, svasamvedana/svasamvitti) ou mente primordial autocognizante individualmente (so so(r) tocou gis rig pa'i ye shes). 

## História
O Iogachara, juntamente com a Madhyamaka, é uma das duas principais escolas filosóficas do budismo maaiana indiano, enquanto o pensamento Tathāgatagarbha também foi influente.

### Originação

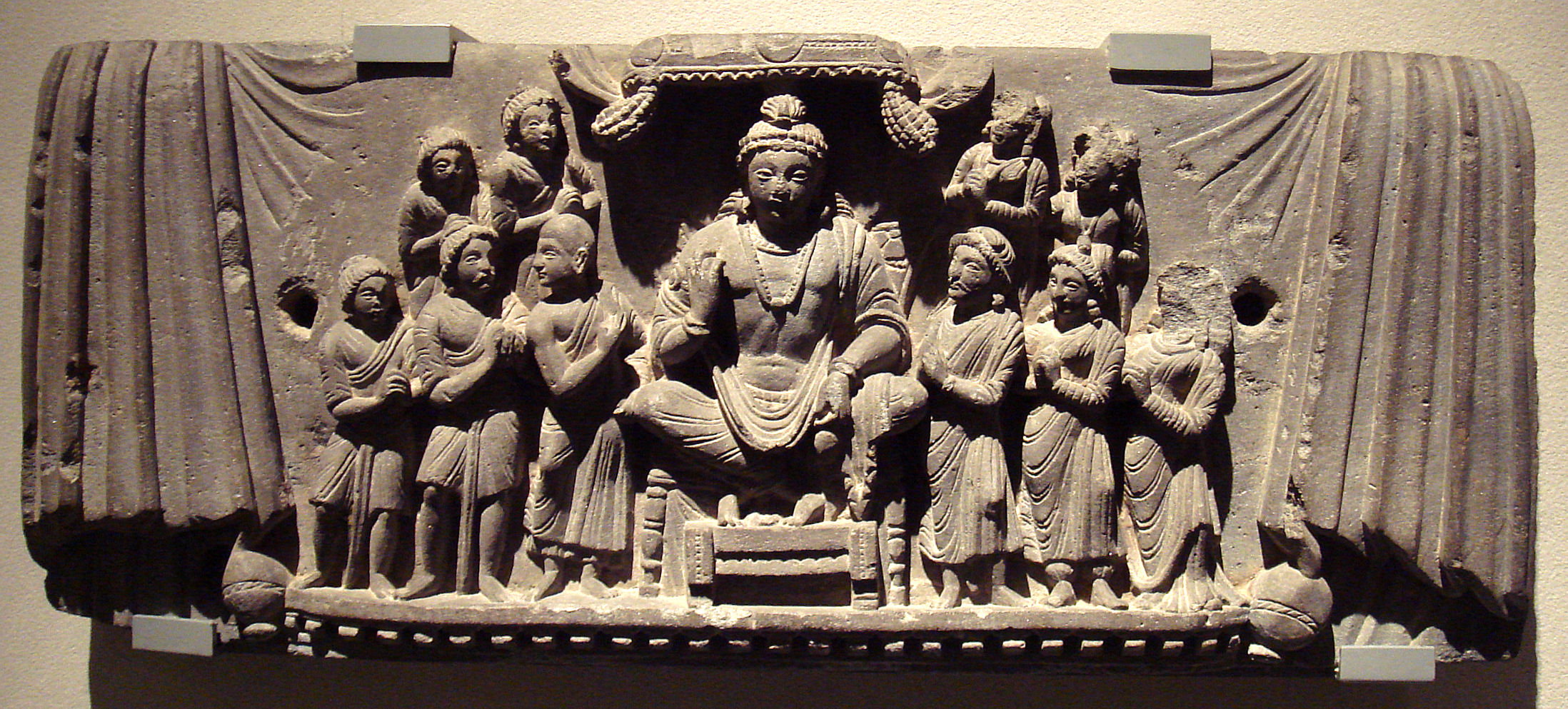
O bodhisattva Maitreya e discípulos, uma figura central no mito da origem Iogachara. Gandhara, século III d.C.

Um dos primeiros textos dessa tradição é o Saṃdhinirmocana Sūtra, que pode ter sido inicial já no primeiro ou no segundo século EC. Ele inclui novas teorias como a consciência-base (ālaya-vijñāna) e a doutrina da representação-apenas (vijñapti-mātr) e as "três naturezas" (trisvabhāva). No entanto, essas teorias não eram completamente novas, pois têm predecessores em teorias mais antigas mantidas por escolas budistas anteriores, como a teoria sautrāntika das sementes (bīja) e a teoria Abhidharma de Sthavira nikāya sobre o bhavanga. Richard King também observou a semelhança entre o representacionalismo sautrantica e o iogacara:
Os sautrantika aceitam que é apenas a forma (akara) ou representação (vijñapti) de um objeto que é percebido. Onde as escolas diferem está na recusa iogacara em aceitar a validade de discutir objetos externos como causas (nimitta), dado que um objeto externo nunca é (diretamente) percebido.
O Saṃdhinirmocana Sūtra, como desbravador doutrinário do Iogacara, inaugurou o paradigma dos Três Giros da Roda do Dharma, com seus próprios princípios no "terceiro giro". Os textos iogacara são geralmente considerados parte do terceiro giro, juntamente com o sutra relevante. (Algumas tradições classificam esse ensino como estando no "quarto giro" da roda do Dharma.) Além disso, o discurso iogacara examina e sintetiza todas as três voltas e se considera a explicação definitiva final do budismo. As primeiras camadas do Yogācārabhūmi-śāstra também contêm material iogacara muito antigo, talvez antes do Saṃdhinirmocana. Este trabalho é fortemente influenciado pelo Abidarma sarvāstivāda.

Considera-se que o Iogacara tenha por fontes sutras principalmente pertencentes à terceira roda do darma, dentre eles o Lankavatara Sutra, o Samadhiraja Sutra, o Tathagatagarbha Sutra e o Avatamsaka Sutra. Em particular, no Samadhiraja Sutra encontra-se: 
Ó Filhos dos vencedores! Estes três mundos são apenas mente!
Ou no Lankavatara Sutra: 
O mundo exterior não é, e é a mente que vê a multiplicidade de objetos.
Corpo, experiências dos sentidos, lugares para ficar - tudo isso eu chamo apenas mente.
A orientação da escola Iogacara também é amplamente consistente com o pensamento dos nikāyas páli. Ela frequentemente trata os desenvolvimentos posteriores de uma maneira que os realinha com versões anteriores das doutrinas budistas. Uma das agendas da escola Iogacara era reorientar a complexidade de refinamentos posteriores na filosofia budista, para concordar com a doutrina budista inicial. Ela faz referências a falas do Buda pronunciadas na primeira roda do Darma, dentre outras, o famoso primeiro verso do Dhammapada: 
A mente precede todas as coisas.
 Ela as governa, ela é a causa

### Asaṅga e Vasubandhu
A exposição sistemática da filosofia iogacara deve muito aos meio-irmãos nascidos brâmanes, Asaṅga e Vasubandhu.
Pouco se sabe sobre essas figuras, mas as hagiografias tradicionais afirmam que Asaṅga recebeu ensinamentos iogacara do bodhisattva e futuro Buda Maitreya. Relatos disso são apresentados nos escritos de Paramārtha (século VI) e Xuanzang, que relata que textos importantes como o Mahāyāna-sūtra-alaṃkāra e o Madhyanta-vibhaga são divinamente revelados de Maitreya. Asaṅga escreveu muitos dos principais tratados iogacara, como o Mahāyānasaṃgraha e o Abhidharma-samuccaya, além de outras obras, embora existam discrepâncias entre as tradições chinesa e tibetana sobre quais obras são atribuídas a ele e quais a Maitreya.

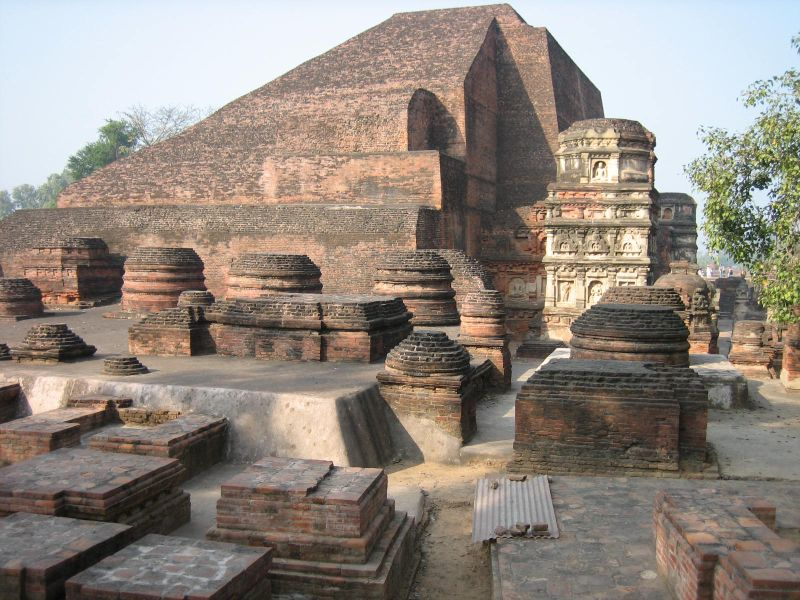
Ruínas da Universidade de Nālandā onde Asanga e Vasubandhu ensinaram

Asaṅga também converteu seu irmão Vasubandhu ao aprisco iogacara maaiana. Vasubandhu foi um dos principais estudiosos do pensamento Sarvāstivāda-Vaibhāṣika e do Abidarma Sautrāntika, e o Abhidharmakośakārikā é o seu principal trabalho que discute as doutrinas dessas tradições. Vasubandhu também escreveu importantes obras iogacara após sua conversão, explicando e defendendo as principais doutrinas de Iogacara.

### Desenvolvimento na Índia
A escola Iogacara ocupou uma posição de destaque no budismo indiano por séculos após o tempo dos dois irmãos. Segundo Dan Lusthaus, depois de Asaṅga e Vasubandhu, duas "alas" distintas da escola se desenvolveram:
1. Uma tradição lógico-epistêmica enfocando questões de epistemologia e lógica, exemplificadas por pensadores como Dignāga, Dharmakīrti, Śāntarakṣita e Ratnakīrti;
2. uma psicologia abidármica que refinou e elaborou o abidarma iogacara, exemplificada por pensadores como Sthiramati, Dharmapāla, līlabhadra, Xuanzang (Hsüan-tsang) e Vinītadeva.

No entanto, as doutrinas da ala abidármica foram alvo de de ataque crescente por outros budistas, especialmente a noção de Alaya-vijñāna, que era vista como próxima das ideias hindus de Atman e Prakti. Por causa disso, a tradição lógica mudou ao longo do tempo em usar o termo citta-santana em vez de alaya-vijñana, pois era mais fácil defender uma "corrente" (santana) de pensamentos como uma doutrina que não contradiz o não-eu. No final do século VIII, a ala abidarma ficou mais eclipsada pela tradição lógica e por uma nova escola híbrida que "combinava doutrinas básicas do Iogacara com o pensamento de Tathāgatagarbha". De acordo com Lusthaus: 
 a escola híbrida Tathāgatagarbha não era estranha à acusação de contrabandear noções de individualidade para suas doutrinas, uma vez que, por exemplo, definiu explicitamente tathāgatagarbha como "permanente, aprazível, self (si mesmo) e puro (nitya, sukha, atman, suddha)". Muitos textos tathāgatagarbha, de fato, defendem a aceitação da individualidade (Atman) como um sinal de maior realização. A escola híbrida tentou confluir tathāgatagarbha com a ālaya-vijñāna. Os principais trabalhos da escola híbrida incluem Laṅkāvatāra Sūtra, Ratnagotravibhāga (Uttaratantra) e, na China, o Despertar da Fé. 
 Essa forma sincrética de Yogācāra-Tathāgatagarbha tornou-se extremamente influente no leste da Ásia e no Tibete. Durante os séculos VI e VII, várias formas de Iogacara dominaram a paisagem budista chinesa, como formas ortodoxas e formas híbridas tathāgatagarbha. Houve brigas entre essas duas abordagens da interpretação do Iogacara. O tradutor Bodhiruci (século VI EC), por exemplo, adotou uma abordagem ortodoxa, enquanto o Ratnamati era atraído pelo pensamento tathāgatagarbha e buscava traduzir textos como o Dasabhumika sutra, de acordo com seu entendimento. O desacordo deles sobre esse assunto levou ao fim de sua colaboração como co-tradutores. O tradutor Paramārtha é outro exemplo de pensador híbrido. Ele promoveu uma nova teoria que dizia que havia uma nona forma de consciência, a amala-vijñāna ("consciência imaculada"; uma vijñāna pura), que é revelado quando a ālaya-vijñāna é eliminada. Ele também associou sua teoria às ideias de Tathāgatagarbha.
De acordo com Lusthaus, as viagens de Xuanzang para a Índia e sua composição do Cheng Weishi Lun foram uma tentativa de retornar a um Iogacara mais "ortodoxo" e "autêntico" indiano e, assim, colocar em descanso os debates e confusões no Iogacara chinês de seu tempo. O Cheng Weishi Lun volta ao uso da teoria das sementes em vez do tathāgatagarbha para explicar os fenômenos que tathāgatagarbha deve explicar (ou seja, a potencialidade do estado de Budeidade). No entanto, Lusthaus escreve que, no século VIII, esse 'cisma' foi finalmente resolvido "em favor de uma versão híbrida, que se tornou definitiva para todas as formas subsequentes do Budismo do Leste Asiático". Pensadores chineses posteriores, como Fa-Tsang, criticariam Xuanzang por não ensinar o Tathāgatagarbha em seu sistema.

Karl Brunnhölzl observa que essa tendência sincrética também existia na Índia, mas que: 
 parece que os mestres de Yogācāra geralmente adotaram a noção de tathāgatagarbha de acordo com o Uttaratantra somente mais tarde, quando o tantra budista, com suas noções muito semelhantes de tantra do fundamento e de todos os seres primordialmente serem budas, estava florescendo. Exemplos de tais yogācāras incluem Jñānaśrīmitra, Ratnākaraśānti e os autores de vários comentários sobre o prajñaparamita de uma perspectiva yogācāra. 
A noção de tathagatagarbha é desenvolvida na obra maior do Mahāyānottaratantra-śastra, que é um dos Cinco Tratados de Maitreya atribuídos a Asanga. O Mahāyānottaratantra-śāstra diz precisamente:
Por causa de que a Sabedoria de Buda penetra na multidão de seres vivos, que sua natureza não-dual é imaculada e que na linha de Buda a semente é designada pelo fruto, diz-se que todos os seres vivos são embriões de Buda (I, 27)
E:
Todos os seres são permanentemente germes de Buda porque: a) O corpo do Buda Supremo penetra a tudo; b) a Talidade [a natureza absoluta da realidade] é por natureza sem separação [portanto, a mesma para seres comuns e Budas]; c) A linhagem de Buda está presente em todos os seres (I, 28)
No Mahāyānottaratantra-śāstra, essa "natureza de Buda" que está em germe em Tathāgatagarbha é descrita detalhadamente em termos positivos. Por exemplo, o texto diz:
O estado de Buda tem duas categorias de qualidades: a) não é composto, é espontaneamente perfeito e não é produzido por condições externas; b) ele possui o conhecimento, a compaixão e o poder (I.5)

### Yogācāra e Madhyamaka
Segundo fontes tibetanas, esta escola estava em dialética prolongada com a tradição Madiamaca. No entanto, há discordância entre estudiosos budistas ocidentais e tradicionais contemporâneos sobre o grau em que elas eram opostas, se é que se opunham. A principal diferença lida com questões de existência e a natureza da vacuidade. Enquanto obras madiamaca afirmam que afirmar a existência ou a inexistência de algo era inapropriado (incluindo a vacuidade), os tratados iogacara frequentemente afirmam que a natureza dependente (paratantra-svabhāva) realmente existe e que a vacuidade é uma ausência real que também existe. Por exemplo, o Madhyāntavibhāga afirma claramente que "a imaginação do inexistente [abhūta-parikalpa] existe. Nela, a dualidade não existe. A vacuidade, no entanto, existe nela." Pensadores iogacara clássicos como Asaṅga e Vasubandhu criticaram madiamicas que "aderem à inexistência" (nāstikas, vaināśkas) porque os viam se perdendo no niilismo (ucchedavāda). Eles sustentaram que realmente havia algo que poderia ser dito "existir", isto é, vijñapti, e foi isso que é descrito como sendo "vacuidade" em seu sistema.
A posição que Iogacara e Madiamaca estavam em dialética foi exposta por Xuanzang no século VII. Depois de um conjunto de debates com expoentes da escola Madiamaca na Índia, Xuanzang compôs em sânscrito o não mais existente tratado de três mil versos A Não-diferença de Madhyamaka e Yogācāra.
Os filósofos iogacara e madiamaca demonstraram duas tendências opostas ao longo da história da filosofia budista na Índia, uma que trabalhou para separar e distanciar os dois sistemas e uma tendência que trabalhou para harmonizá-los. A tendência harmonizadora pode ser vista no trabalho de filósofos como Jñānagarbha (século VIII), seu aluno Śāntarakṣita (século VIII) e também no trabalho do pensador iogacara Ratnakaraksanti (c. 1000). Esses pensadores também viram a visão iogacara Alikākāravāda ("falsos aspectaristas", aqueles iogacharas que acreditam que as aparências mentais são falsas ou que não existem) como a mais elevada. Śāntarakṣita (século VIII), cuja visão mais tarde foi chamada de "Yogācāra-Svatantrika-Madhyamaka" pela tradição tibetana, viu a posição madiamica como finalmente verdadeira e ao mesmo tempo enxergava a visão iogacara como uma maneira útil de se relacionar com as convencionalidades e progredir aos estudantes mais habilmente à finalidade última. Essa visão sintetizada entre as duas posições e também incorporou as visões de cognição válida (pramana) de Dignāga e Dharmakīrti.
Mais tarde, pensadores budistas tibetanos como Shakya Chokden também trabalhariam para mostrar a compatibilidade da sub-escola Alikākāravāda com Madhyamaka, argumentando que é de fato uma forma de Madhyamaka. Da mesma forma, o Sétimo Karmapa Chödrak Gyamtso tem uma visão semelhante que sustenta que os "pontos e intenções importantes profundas" dos dois sistemas são um. Ju Mipham também é outro filósofo tibetano, cujo projeto visa mostrar a harmonia entre Iogacara e Madiamaca, argumentando que há apenas uma diferença muito sutil entre eles, sendo um apego sutil dos iogacaras à existência de uma "cognição inexprimível e naturalmente luminosa" (rig pa tocou bzhin gyis 'od gsal ba).

### Yogācāra na Ásia Oriental

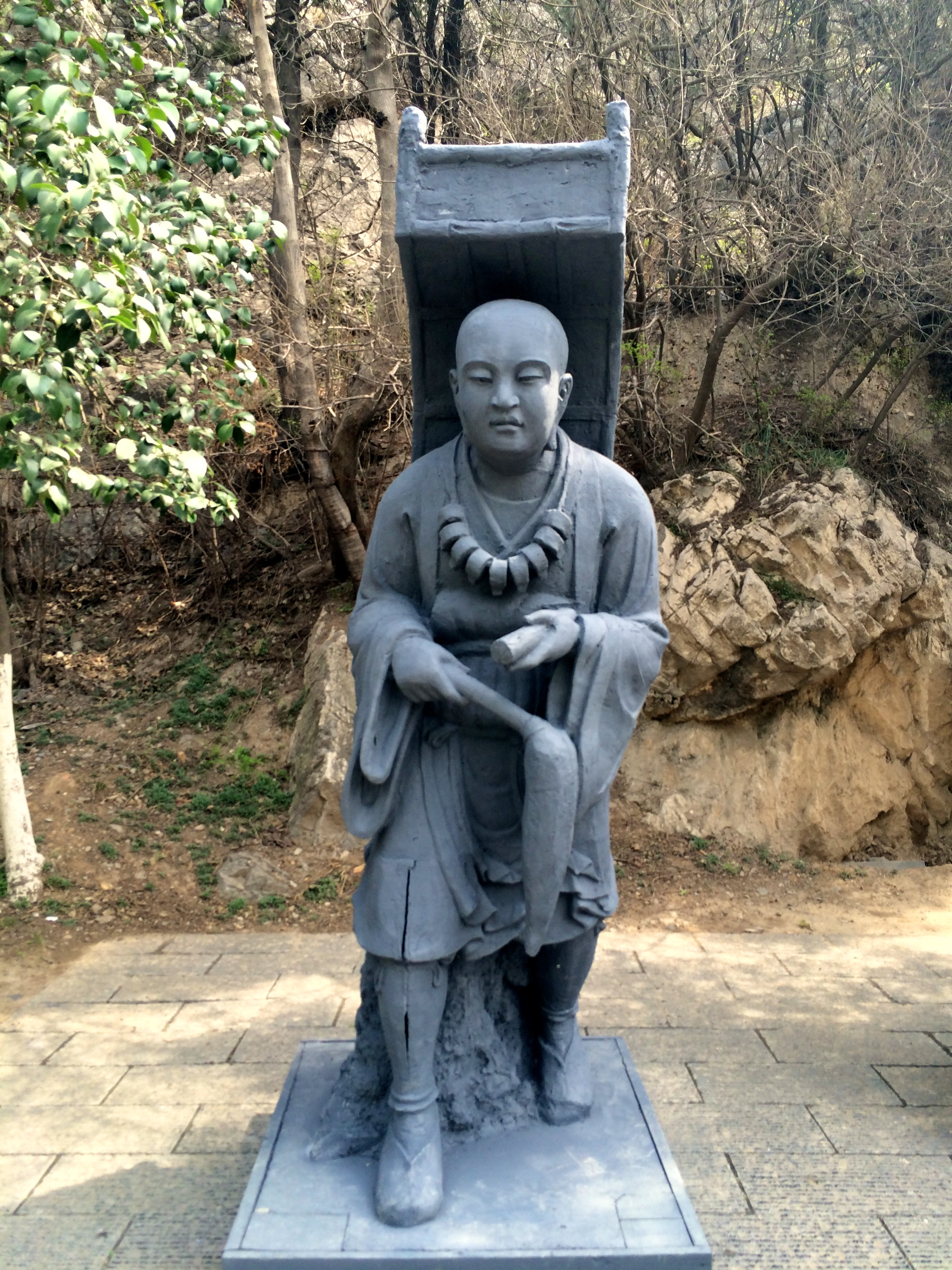
Estátua de um Xuanzang itinerante em Longmen Grottoes, Luoyang

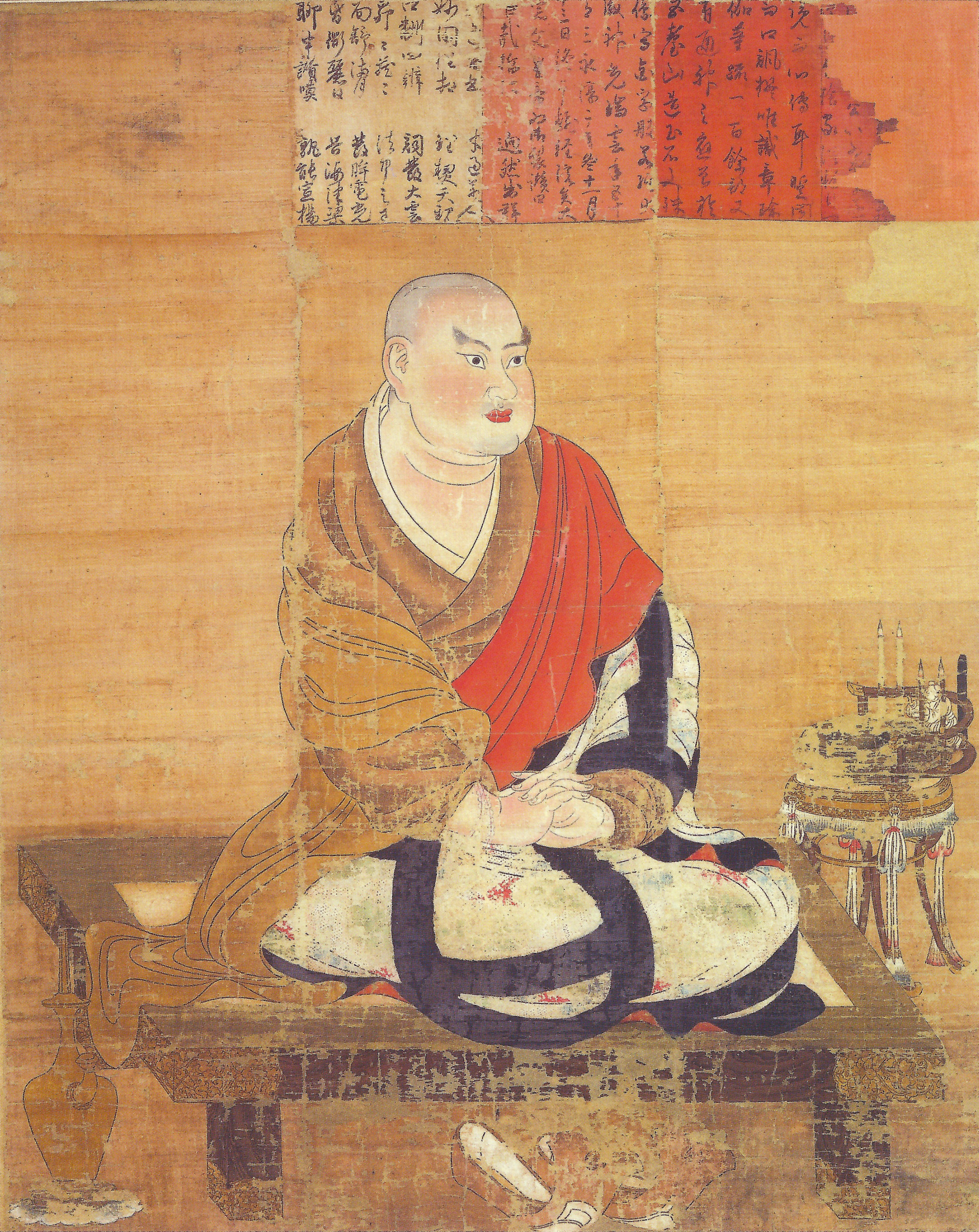
Kuījī (632–682), um estudante de Xuanzang

Traduções de textos iogacharas indianos foram introduzidas pela primeira vez na China no início do século V d.C. Entre estes estava a tradução de Guṇabhadra do Sutra Lankavatara em quatro fascículos, que também se tornariam importantes no início da história do Budismo Chan. Durante o século VI, o monge e tradutor indiano Paramārtha (真諦; 499–569) propagou amplamente os ensinamentos iogacara na China, entre monges e leigos. Suas traduções incluem o Saṃdhinirmocana Sūtra, o Madhyāntavibhāga-kārikā, o Triṃśikā-vijñaptimātratā e o Mahāyānasaṃgraha.
Xuanzang (fl. c. 602 - 664) é frequentemente visto como o fundador mais importante do Iogacara da Ásia Oriental. Aos 33 anos, Xuanzang fez uma viagem perigosa para a Índia, a fim de estudar o budismo e obter textos para tradução posterior. Dan Lusthaus escreve que Xuanzang chegou à conclusão de que questões de disputa no budismo chinês poderiam ser resolvidas com a disponibilidade de textos importantes como o Yogācārabhūmi Śāstra.
Xuanzang passou mais de dez anos na Índia viajando e estudando sob vários mestres budistas. Lusthaus escreve que, durante esse período, Xuanzang descobriu que a maneira pela qual os budistas entendiam e interpretavam os textos era muito mais rica e variada do que os materiais chineses haviam indicado anteriormente, e extraiu significado de um amplo contexto cultural. Os professores de Xuanzang incluíam Śīlabhadra, o abade de Nālandā, que tinha então 106 anos e que o ensinou por 10 anos. Ao retornar da Índia, Xuanzang trouxe 657 textos budistas, incluindo importantes obras iogacara, como os Yogācārabhūmi. Ele recebeu apoio do governo e muitos assistentes com o objetivo de traduzir esses textos para o chinês.
Como uma importante contribuição ao Iogacara do Leste Asiático, Xuanzang compôs o Cheng Weishi Lun, ou "Discurso sobre o Estabelecimento de Somente Consciência". Este trabalho é enquadrado em torno dos Triṃśikā-vijñaptimātratā de Vasubandhu, ou "Trinta Versos sobre Somente Consciência". Em seu comentário, Xuanzang confirmou o comentário de Dharmapāla sobre este trabalho como sendo o correto, e forneceu suas próprias explicações sobre eles e sobre outras visões. Este trabalho foi composto a pedido do discípulo de Xuanzang, Kuījī (632-682), e tornou-se um trabalho central do Iogacara da Ásia Oriental. Xuanzang também promoveu práticas meditativas devocionais voltadas a Maitreya. O discípulo de Xuanzang, Kuiji, escreveu vários comentários importantes sobre os textos iogacara e desenvolveu ainda mais a influência dessa doutrina na China. Ele foi reconhecido pelos adeptos posteriores como o primeiro verdadeiro patriarca da escola.
A tradição também foi trazida para a Coreia (onde é conhecida como Beopsang) e o Japão (onde é conhecida como Hossō). Os principais expoentes de Iogacara na Coreia incluem Daehyeon (大賢), Sinhaeng (神行; 704-779), Woncheuk (圓測; 631-696) e Wonhyo (元曉 ; 원효; 617 - 686), enquanto no Japão incluem Chitsū (智通) e Chidatsu (智達) da escola Kusha-shū, Dosho (道昭), Jokei (貞慶), Zenju (善珠), Tokuitsu (徳一).

### Yogācāra no Tibete

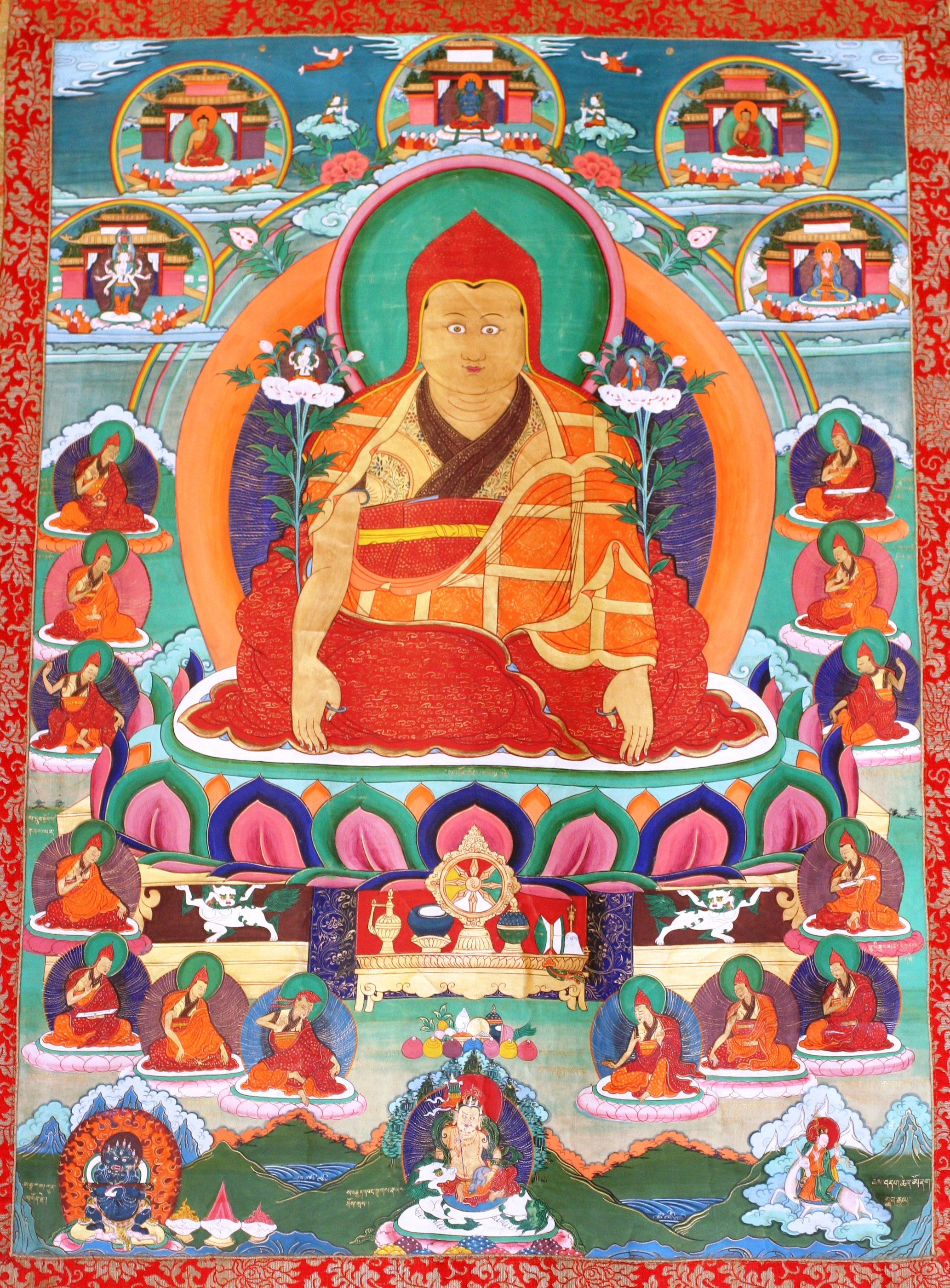
Dolpopa Sherab Gyaltsen (1292–1361), fundador da escola Jonang e popularizador do pensamento Iogacara-Tatagatagarba

O Iogachara foi transmitido pela primeira vez ao Tibete por Śāntarakṣita, Kamalaśīla e Atiśa e o pensamento iogachara é parte integrante da história do budismo tibetano. Iogachara é estudado em todas as escolas do budismo tibetano, embora receba ênfase diferente em cada uma.
O ensino de Tathāgatagarbha terá um imenso impacto no Vajrayana e Dzogchen. Isso permitirá, como muitos ensinamentos da terceira roda do Darma, fazer uma ponte entre os sutras e os tantras budistas. O Vajrayana identificará o Tathāgatagarbha com a "sabedoria primordial", o Jñāna e, em seu sentido último, Rigpa, que aparece quando o espírito comum desaparece, ou seja, quando o Ālayavijñāna é purificado de seus traços cármicos e se esvanece.
Como a tradição chinesa, a escola tibetana Nyingma e seus ensinamentos dzogchen promovem uma forma híbrida de Yogācāra-Tathāgatagarbha. Encontra-se em um dos tantras do Dzogchen: 
Em todos os seres sencientes nas esferas do mundo existe naturalmente Tathāgatagarbha, assim como o óleo permeia a semente de gergelim. Seu próprio suporte é o corpo físico e sua morada está no centro do coração; é chamado "a intenção do relicário de Samantabhadra [o Buda primordial ou Adi-Buda]". É uma habitação comparável a um relicário de couro fechado, dentro do qual os corpos de divindades pacíficas residem à luz das cinco cores, como pequenas sementes de mostarda em uma habitação luminosa. É o lugar natural de rigpa
Enquanto isso, a escola Jonang desenvolveu sua própria visão sistemática, denominada shentong ("vazio-de-outro" em tibetano: Wylie: gzhan-stong), que incluía elementos de Iogacara, Madiamaca e Tathāgatagarbha. Eles consideraram essa visão como sendo definitiva, em contraste com rangtong ("vazio-de-si" ou prasaṅgika, em tibetano: Wylie: rang-stong), compreendendo ambos Madiamaca svatantrika e prasaṅgika.
Embora Je Tsongkhapa (cujas reformas da tradição Kadam de Atiśa são geralmente consideradas o início da escola Gelug) argumentou a favor das visões iogacara (especificamente a respeito da existência e funcionamento de oito consciências) no início de sua carreira, a visão gelug predominante eventualmente passou a sustentar as visões iogacara como uma questão de significado interpretável, portanto distinta de Madiamaca, que foi considerada de significado definitivo.
As discussões atuais entre os estudiosos tibetanos sobre as diferenças entre as visões shentong e rangtong podem, portanto, parecer semelhantes aos debates históricos entre Iogacara e Madiamaca, mas as distinções específicas têm, de fato, evoluído muito mais. Embora se possa dizer que as visões tibetanas posteriores tenham evoluído das posições anteriores da Índia, as distinções entre as visões se tornaram cada vez mais sutis e complexas, especialmente porque o Iogacara tibetano evoluiu para incorporar as filosofias de Madhyamaka e Tathāgatagarbha. Jamgon Ju Mipham Gyatso, comentarista do movimento Rimé do século XIX, escreveu em seu comentário sobre a síntese de Śāntarakṣita que a visão última das duas escolas é a mesma e que cada caminho leva ao mesmo estado final de permanência.

## Corpus textual

### Sūtras
O Saṃdhinirmocana Sūtra ("Sūtra da Explicação dos Segredos Profundos"; século II d.C.) foi o sutra iogacara seminal e continuou a ser o principal referente da tradição.
Outro texto, o Mahāyānābhidharmasūtra é frequentemente citado nas obras iogacara e supõe-se que também seja um sutra iogacara inicial.
Mais tarde, o Laṅkāvatāra Sūtra também assumiu uma importância considerável no Leste da Ásia, e partes deste texto foram consideradas por Étienne Lamotte como sendo contemporâneas com o Saṃdhinirmocana. Este texto equipara a teoria iogacara de ālayavijñāna ao Tathāgatagarbha e, portanto, parece fazer parte da tradição que procurava fundir iogacara com o pensamento de tathagatagarbha.

### Asaṅga, Vasubandhu e os primeiros Śāstras
Alguns dos materiais iogacara mais antigos podem ser encontrados no Yogācārabhūmi-śāstra, como as doutrinas de ālayavijñāna e āśrayaparāvṛtti. Este texto, um trabalho enciclopédico maciço sobre a práxica iogue, é tradicionalmente atribuído a Asaṅga (século IV) ou Maitreya, mas a maioria dos estudiosos (como Schmithausen e Aramaki) acredita que ele contém o trabalho de muitos autores, e seus componentes refletem vários estágios de desenvolvimento histórico. A maior parte de seu material não é maaiana e, de acordo com Lusthaus, ela se baseia amplamente nos Āgamas. No entanto, Asaṅga ainda pode ter influenciado seu desenvolvimento.

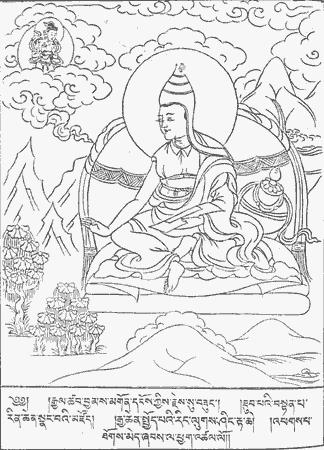
Representação tibetana de Asaṅga e Maitreya

A autoria de vários dos principais tratados iogacara ou śāstras são atribuídos a Asaṅga, um importante sistematizador doutrinário da escola. Entre eles estão sua magnum opus, o Mahāyānasaṃgraha e também um compêndio de Abidarma iogacara, o Abhidharma-samuccaya.
O irmão de Asaṅga, Vasubandhu, também é considerado uma figura importante do Iogacara. Ele escreveu vários śāstras importantes, incluindo o Trisvabhāva-nirdeśa (Tratado sobre as Três Naturezas), Viṃśaṭikā-kārikā (Tratado em Vinte Estrofes), Triṃśikā-kārikā (Tratado em Trinta Estrofes), Vyākhyāyukti ("Modo Adequado de Exposição"), Karmasiddhiprakarana ("Um Tratado sobre o Karma") e Pañcaskandhaprakaraṇa (Explicação dos Cinco Agregados). Segundo Jay Garfield, o Trisvabhāva-nirdeśa é "indiscutivelmente um dos trabalhos mais filosoficamente detalhados e abrangentes" sobre as três naturezas por Vasubandhu.
Vasubandhu também escreveu um grande trabalho sistemático sobre Abhidharma, o Abhidharmakośa-bhāṣya, que permanece influente no Tibete e no Leste da Ásia. Segundo Robert Kritzer, embora este trabalho seja tradicionalmente visto como baseado no Abidarma sarvastivada e sautrantika, ele também contém influências iogacara extraídas dos Yogācārabhūmi.

### Outras figuras e textos
De acordo com Williams, há um trabalho iogacara bastante antigo que sobreviveu em sânscrito chamado Alokamala ('Guirlanda de Luz') de Kambala (c. 450-525), que "dá uma forma de Iogacara imediatamente anterior à vigorosa resposta crítica madiamica a ele representada pelas obras de Bhavaviveka". Williams também observa que este trabalho "tenta harmonizar, sempre que possível, a posição madiamica com aquela do Iogacara".
Comentários importantes sobre vários textos iogacara foram escritos por Sthiramati (século VI) e Darmapala de Nalanda (século VI), que representam diferentes sub-escolas da tradição. O lógico budista indiano Dignaga (c. 480- 540 d.C.) escreveu uma obra iogacara importante, o Alambanapariksa e seu vrtti (comentário). O trabalho de Dharmakirti também mostra a influência iogacara.
A figura chinesa de Xuanzang (602-664) escreveu um comentário (Ch' eng wei shih lun, reconstrução sânscrita.: Vijñaptimātratāsiddhi*) sobre o Trimsikā de Vasubandhu, para o qual ele usou inúmeros comentários indianos, favorecendo o trabalho de Dharmapala. Na tradição Iogacara da Ásia Oriental, esse é o trabalho central da filosofia iogacara.
Além das obras de Asaṅga e Vasubandhu descritas acima, a tradição Iogacara, como é entendida no budismo tibetano, também se baseia em uma série de textos chamados os Cinco Dharmas de Maitreya. Estes são os Mahāyānasūtrālamkāra, Dharmadharmatāvibhāga, Madhyāntavibhāgakārikā, Abhisamayalamkara e o Ratnagotravibhaga. Diz-se tradicionalmente que esses textos foram relatados a Asaṅga pelo Bodhisattva Maitreya do Céu de Tusita. Segundo D. S. Ruegg, as "cinco obras de Maitreya" são mencionadas em fontes sânscritas apenas a partir do século XI. Conforme observado por S. K. Hookham e Paul Williams, sua atribuição a um único autor foi questionada por estudiosos modernos, especialmente o Abhisamayalankara e o Ratnagotravibhaga (que foca em tathāgatagarbha). Existem também vários comentários sobre esses textos de autores indianos e tibetanos que são importantes na tradição escolástica tibetana.
Segundo Karl Brunnholzl, a tradição chinesa também fala de cinco textos Maitreya (mencionados pela primeira vez no Yujia lunji de Dunlun), "mas os considera como consistindo do Yogācārabhūmi, *Yogavibhāga [agora perdido], Mahāyānasūtrālamkārakā, Madhyāntavibhākāk e Vajr."

## Estudos acadêmicos contemporâneos
Segundo Lusthaus, Étienne Lamotte, um famoso aluno de Louis de La Vallée-Poussin, "... avançou profundamente os estudos de Iogacara, e seus esforços permanecem inigualáveis entre os estudiosos ocidentais".

### Diálogo filosófico: Yogācāra, idealismo e fenomenologia
Iogacara também foi identificado na tradição filosófica ocidental como idealismo, ou mais especificamente idealismo subjetivo. Esta equação foi padrão até recentemente, quando ela começou a ser contestada por acadêmicos tais como Kochumuttom, Anacker, Kalupahana, Dunne, Lusthaus, Powers, e Wayman. O estudioso budista Jay Garfield continua a defender a equação de Iogacara e idealismo, no entanto.:155 Para o mesmo efeito, Nobuyoshi Yamabe afirma que "Dignāga também herdou claramente o sistema idealista do Iogacara". Como muitos estudiosos contemporâneos, Yamabe está ciente de que os textos considerados tratados de Iogacara refletem vários estágios no tratamento da questão da mente e da matéria. Iogacara também foi alinhado com o fenomenalismo. No discurso filosófico ocidental moderno, Edmund Husserl e Maurice Merleau-Ponty abordaram o que os estudos acadêmicos ocidentais geralmente admitem ser uma posição padrão do Iogacara.

## Legado
Existem dois aspectos importantes dos esquemas iogacara que são de especial interesse para os praticantes modernos. Uma é que praticamente todas as escolas do budismo maaiana passaram a confiar nessas explicações iogacara ao criarem seus próprios sistemas doutrinários, incluindo as escolas Zen. Por exemplo, a antiga tradição Zen na China às vezes era chamada simplesmente de "escola Laṅkāvatāra" (Ch. 楞伽宗, Léngqié Zōng), devido à sua forte associação com o Laṅkāvatāra Sūtra. Este sūtra baseia-se fortemente nas teorias iogacara das oito consciências, especialmente a ālayavijñāna. Relatos que registram a história desse período inicial estão preservados nos Registros dos Mestres Laṅkāvatāra (Ch. 楞伽師資記, Léngqié Shīzī Jì).
O fato de a tradição escriturística de Iogacara ainda não ser bem conhecida entre a comunidade de praticantes ocidentais talvez seja atribuível ao fato de que a maior parte da transmissão inicial do budismo ao ocidente tenha sido diretamente relacionada à meditação e às doutrinas básicas. No entanto, dentro do budismo tibetano, mais e mais estudantes ocidentais estão se familiarizando com esta escola. Muito pouca pesquisa em inglês foi realizada sobre as tradições iogacara chinesas.